# Пожар в Royal Jomtien Resort Hotel
Royal Jomtien Resort Hotel — престижный отель на 384 номера, располагавшийся в 17-этажном высотном здании на северной оконечности района Джомтьен тайского города Паттайя, в 110 километрах к югу от Бангкока. Около 10:20 по местному времени (03:20 GMT) 11 июля 1997 года в буфете на первом этаже комплекса произошёл взрыв газового баллона с пропаном, что привело к возникновению пожара. Огонь распространился по всем этажам и продолжался от 8 до 12 часов. 91 человек погиб, ещё не менее 64 пострадали.
В отчёте, подготовленном Национальной ассоциацией противопожарной защиты, причиной возгорания значится человеческий фактор. Работник отеля обнаружил неисправный клапан на газовом баллоне; пытаясь перекрыть клапан, он непреднамеренно увеличил подачу газа, вызвав взрыв. Быстрому распространения пожара поспособствовали мебель из горючих материалов — дерева и поливинилхлорида, — а также отсутствие в здании систем автоматического пожаротушения.
Строительство отеля завершилось до принятия законов 1992 года, предписывающих обязательную установку оборудования огнетушения в отелях Таиланда. Двум руководителям Royal Jomtien Resort Hotel были предъявлены обвинения в халатности и незаконной модификации здания.

## Предыстория
Строительство четырёхзвёздочного гостиничного комплекса Royal Jomtien Resort Hotel началось в 1988 году на участке земли, принадлежащем компании Kiatphol Co. Ltd., в районе пляжа Джомтьен, Паттайя. 17-этажное здание имело высоту 55,1 метров и общую площадь 30,425 квадратных метров. На первом этаже находился вестибюль, два ресторана, кафе. В мезонине располагались тренажёрный зал и офисные помещения. На втором этаже находились конференц-залы. Остальные этажи использовались для размещения гостей. Всего в отеле имелось 384 номера. Он был полностью бетонным, за исключением крыш ночного клуба и конференц-залов, где использовались незащищённые стальные конструкции, покрытые металлическим настилом, которые во время пожара обрушились. В комплексе имелось три лестницы и пять лифтов.
Возведение отеля завершилось до вступления в 1992 году в силу норм, требующих устанавливать в отелях Таиланда такие средства пожаротушения как спринклерные оросители и пожарные рукава. Несмотря на это, руководство, похоже, считало Royal Jomtien Resort Hotel пожаробезопасным. В рекламе 1990 года указывалось, что в здании постелены ковры из огнестойких материалов, обеспечивающих как комфорт, так и безопасность, в каждой комнате установлены детекторы дыма, а на каждом этаже расположены три пожарных выхода.

## Пожар
В день катастрофы в Royal Jomtien Resort находилось более 300 человек, в основном тайцы, посещающие семинары. Сотрудники отеля почувствовали запах газа, исходящий из кафе на первом этаже. Было установлено, что из газ вытекает из девятикилограммового баллона с жидким пропаном. Эту утечку местные СМИ связали с действиями кухонного помощника Хаяна Касиена, который отсоединил шланг от баллона, не перекрыв вентиль. Согласно отчёту Национальной ассоциации противопожарной защиты, работник отеля, имя которого в публикациях указывается как Чамниен Сутхо, попытался перекрыть клапан на баллоне и непреднамеренно увеличил поток газа. Произошёл взрыв, в результате которого погибли восемь работников кухни. Персонал попытался потушить начавшийся огонь химическим огнетушителем, но распространение пожара было слишком быстрым. По сообщениям очевидцев, огнетушитель также взорвался.
Легковоспламеняющаяся мебель из дерева и поливинилхлорида, сильный ветер и отсутствие активных систем пожаротушения, таких как спринклеры, позволили огню быстро распространиться по первому этажу комплекса, и весь вестибюль оказался охвачен пламенем в течение 20 минут. Второй уровень, где располагались конференц-залы, в которых проходили семинары Serm-Sukh PCL (партнёры PepsiCo в Таиланде) и электрогенерирующей компании Таиланда (EGAT), также полностью сгорел в течение 30 минут после возгорания. Среди жертв было множество участников семинаров, идентифицировано не менее 24 погибших сотрудников EGAT.
Из-за отсутствия герметизации лестничных клеток едкий дым быстро распространился по всему отелю. Высоко число погибших из-за удушья, особенно много жертв было на 11 этаже, включая годовалую девочку, двухлетнего мальчика, их мать, а также более 20 человек обслуживающего персонала и женщину на 6 месяце беременности. Один сотрудник, пытаясь спастись, выпрыгнул с девятого этажа и разбился насмерть.

## Спасательная операция
Из-за проблем с телефонным соединением звонок в пожарную часть был принят лишь через 15 минут после начала возгорания. Первые пожарные бригады прибыли ещё через 30 минут. Они не имели необходимого оборудования для спасения людей на верхних этажах. Только через два—четыре часа после возникновения пламени из Бангкока прибыло оснащение, необходимое для тушения огня в высотных зданиях. Одной из причин задержки аппаратуры из столицы стало дорожно-транспортное происшествие в Чаченгсау, в результате которого погибли 11 гражданских добровольцев, также направлявшихся к месту происшествия. Спасательную операцию затруднило то, что пожарные выходы были заблокированы хранящимся оборудованием и заперты снаружи на замок.
С помощью полицейских вертолётов спасены семь человек, застрявших на крыше комплекса, а также американская туристка и её семилетняя дочь из окна их номера на пятнадцатом этаже.

## Последствия
В общей сложности от ожогов, удушья, термических травм и падения с большой высоты погиб 91 человек. Последней жертвой пожара стала 40-летняя женщина, которая получила серьёзные ожоги и скончалась после недельной комы. Среди жертв были шесть венгров, три южнокорейца и один бельгиец, а также десятки тайских сотрудников отеля, участников конференций и туристов. 64 человека получили травмы, 51 — тяжёлые. Практика запирания дверей аварийных выходов, чтобы гости не могли уйти, не оплатив счета, значительно увеличила число жертв.
Ущерб отелю оценён в более чем 40 миллионов долларов. Он был восстановлен и продолжил работать под названием Jomtien Palm Beach Hotel and Resort.
Фанаватнан Каймарт, переживший пожар, впоследствии разработал Elide Fire Extinguishing Ball — устройство для тушения пожаров, распыляющее вокруг себя сухой порошок при воздействии высоких температур.
Тауорну Уджину, управляющему директору отеля, 16 июля было предъявлено обвинение в причинении смерти и травм в результате халатности и незаконной модификации здания. Интра Тамронгвиттаваспонг, президент Kiatphol Co. Ltd. и крупнейший акционер отеля, получил те же обвинения 23 июля.
Действовавшие до 1997 года законы о пожарной безопасности показали себя как устаревшие и неэффективные. Штрафы за их нарушения были очень небольшими, а руководители объектов часто платили взятки инспекторам, продолжая игнорировать нарушения. После катастрофы в Royal Jomtien Resort Hotel требования ужесточили, закрепив обязательную установку детекторов дыма и тепла, спринклерной системы, пожарной сигнализация и пожарных лестниц. Также с тех пор существенно расширена пожарная часть Паттайи.